# Спикоаса
Спикоаса (рум. Spicoasa) — село в Кагульском районе Молдавии. Наряду с селом Бурлаку входит в состав коммуны Бурлаку.

## География
Село расположено на высоте 190 метров над уровнем моря.

## Население
По данным переписи населения 2004 года, в селе Спикоаса проживает 252 человека (129 мужчин, 123 женщины).
Этнический состав села:
| Национальность | Число жителей | Процентный состав |
| -------------- | ------------- | ----------------- |
| молдаване      | 248           | 98.41             |
| болгары        | 3             | 1.19              |
| гагаузы        | 1             | 0.4               |
| Всего          | 252           | 100%              |